# Алмашу-Маре
Алмашу-Маре (рум. Almașu Mare) — коммуна в составе жудеца Алба (Румыния).

## Состав
В состав коммуны входят следующие населённые пункты:
- Алмашу-де-Мижлок (Almașu de Mijloc)
- Алмашу-Маре (Almașu Mare)
- Брэдет (Brădet)
- Кейле-Чибулуй (Cheile Cibului)
- Чиб (Cib)
- Глод (Glod)
- Нэдэштия (Nădăștia)

## Население
Согласно переписи населения 2011 года, в коммуне проживал 1289 человек, 97,59 % которых были румынами.

## Достопримечательности
- Охраняемая природная территория «Кейле Чибулуй»
- Церковь Преображения Господня
- Церковь Благовещения Пресвятой Богородицы